# Olot (dialecte)
Pour l’article homonyme, voir Olot (homonymie).
L'olot ou ölöt (ᠥᠭᠡᠯᠡᠳ ᠠᠮᠠᠨ ᠠᠶᠠᠯᠭᠤ ögeled aman ayalγu en mongol littéraire, ööld en mongol) est un dialecte  mongol de l'oïrate parlé dans la Préfecture autonome kazakhe d'Ili, notamment constituée de Kazakhs située dans la province du Xinjiang, en Chine. Cette langue était parlée par le clan des Ölöts.
L'olot du Xinjiang est fortement influencé par le kazakh.

## Morphologie

### Pluriel
L'ööld du Xinjiang marque le pluriel différemment du mongol littéraire. Il utilise les suffixes /-mAs/ et /-dAd/, dont le timbre vocalique suit les lois de l'harmonie vocalique et qui correspondent aux pluriels du mongol littéraire, /-čud/, /-čul/, /nar/, /-ud/, /nuγud/.
Exemples de l'emploi de /-mAs/ :
[kitedměs], chinois (mongol littéraire, kitadčul), [bɑgʃmɑ̌s], professeurs (mongol littéraire, baγsi nar), [sɑrmɑ̌s], lunes (mongol littéraire, sar-a nuγud), [nɔxɑːmʊ̌s], chiens (mongol littéraire, noqas)
Exemples de l'emploi de /-dAd/ :
[xøːdy̌d], moutons (mongol littéraire, qonid), [bɑjdɑ̌d], riches, (mongol littéraire, bayačud), [emgeděd], grand-mères, (mongol littéraire, emeged).